# Tenerife Ladies Open
Het Tenerife Ladies Open is een golftoernooi van de Ladies European Tour. Het wordt altijd op het Spaanse eiland Tenerife gespeeld, maar op wisselende banen. De eerste editie was in 2002. Het is een jaarlijks toernooi van 72 holes strokeplay.

## 2011
Alleen van 10-12 juni 2011 werd de formule veranderd in een toernooi dat deels strokeplay en deels matchplay was. De uitslag van de Pro-Am golf bepaalde de plaatsing van het toernooi, waarbij de beste 32 speelsters werden ingedeeld voor matchplay. Laura Davies maakte tijdens de Pro-Am een hole-in-one en kreeg een fles champagne.
Na twee rondes matchplay bleven van de 32 speelsters nog acht speelsters over: Carlota Ciganda, Nikki Garrett, Rebecca Hudson, Lydia Hall, Frances Bondad, Lee-Anne Pace, Danielle Montgomery en de uiteindelijke winnares Becky Brewerton. De laatste ronde werd weer in strokeplay gespeeld. Het prijzengeld telde in 2011 niet mee voor de Order of Merit.

## Winnaars

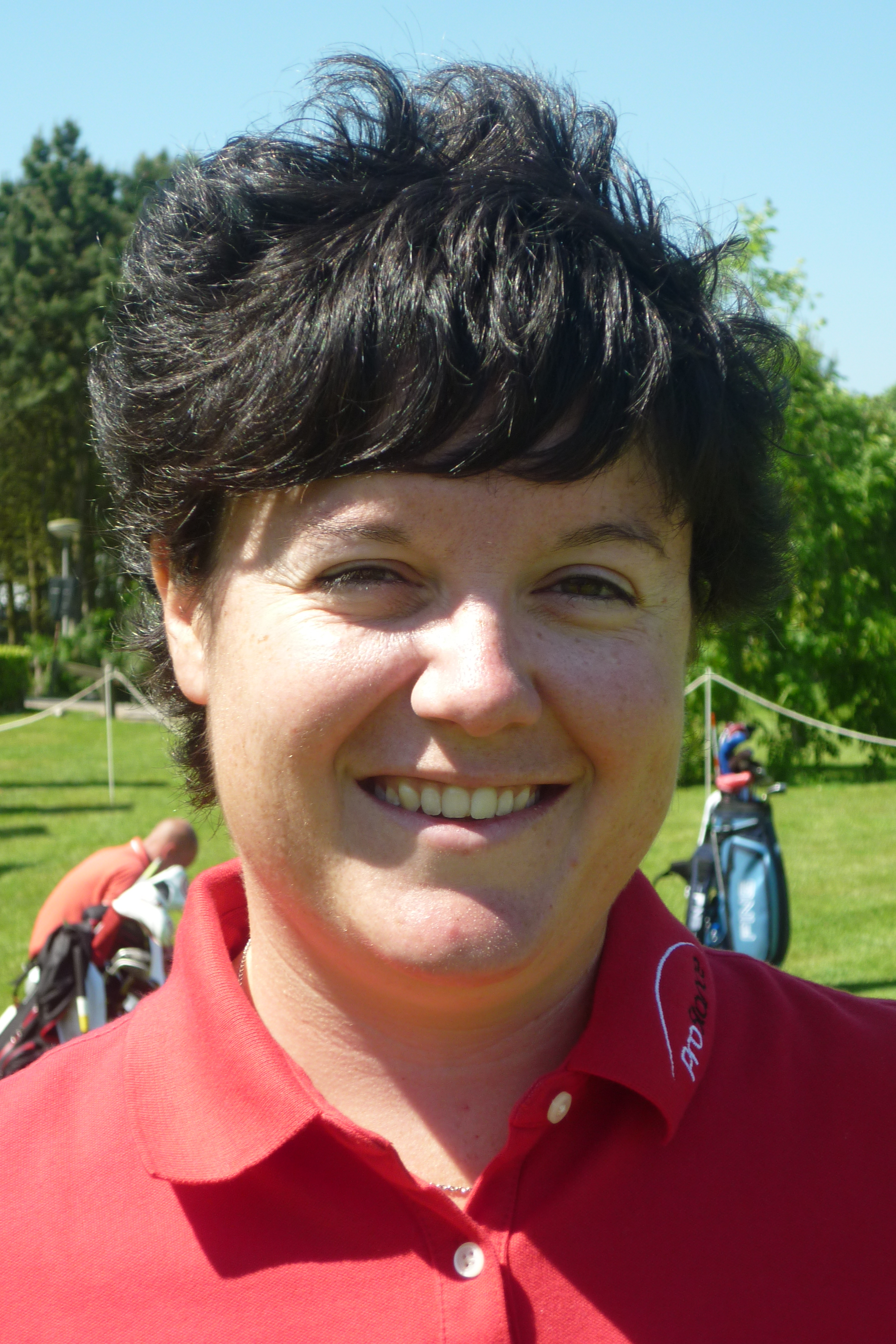
Becky Brewerton
winnares 2011

| Jaar                       | Baan                  | Winnares             | Score                | Score                | Tweede plaats                 | Score                | Score                | 1ste prijs (€)       |
| Tenerife Ladies Open       | Tenerife Ladies Open  | Tenerife Ladies Open | Tenerife Ladies Open | Tenerife Ladies Open | Tenerife Ladies Open          | Tenerife Ladies Open | Tenerife Ladies Open | Tenerife Ladies Open |
| -------------------------- | --------------------- | -------------------- | -------------------- | -------------------- | ----------------------------- | -------------------- | -------------------- | -------------------- |
| 2002                       | Golf del Sur Tenerife | Raquel Carriedo      | 292                  | +4                   | Johanna Head                  | 293                  | +5                   | 30.000               |
| 2003                       | Golf Las Américas     | Elisabeth Esterl     | 276                  | -12                  | Becky Brewerton               | 277                  | -11                  | 30.000               |
| 2004                       | Buenavista Golf Club  | Diana Luna           | 279                  | -9                   | Becky Brewerton               | 281                  | -7                   | 33.000               |
| 2005                       | Golf Costa Adeje      | Ludivine Kreutz      | 277                  | -11                  | Miriam Nagl                   | 279                  | -9                   | 36.300               |
| 2006                       | Abama                 | Riikka Hakkarainen   | 288                  | par                  | Tania Elosegui                | 290                  | +2                   | 37.500               |
| 2007                       | Golf del Sur Tenerife | Nikki Garrett        | 287                  | -1                   | Tania Elosegui Trish Johnson  | 289                  | +1                   | 41.250               |
| 2008                       | Golf Costa Adeje      | Rebecca Hudson po    | 278                  | -10                  | Anne-Lise Caudal              | 278                  | -10                  | 45.000               |
| 2009                       | Golf Costa Adeje      | Felicity Johnson     | 274                  | -14                  | Becky Brewerton               | 276                  | -12                  | 45.000               |
| 2010                       | Buenavista Golf Club  | Trish Johnson        | 274                  | -14                  | Virginie Lagoutte-Clément     | 275                  | -13                  | 41.250               |
| Tenerife Ladies Match Play |                       |                      |                      |                      |                               |                      |                      |                      |
| 2011                       | Golf Las Américas     | Becky Brewerton      | 68                   | -4                   | Carlota Ciganda Nikki Garrett | 69                   | -3                   | 40.000               |